# Zatruta krew (powieść)
Zatruta krew (norw. Kongen av Os) – powieść kryminalna norweskiego pisarza Jo Nesbø, opublikowana w 2024 r. Pierwsze polskie wydanie ukazało się w tym samym roku nakładem Wydawnictwa Dolnośląskiego, w tłumaczeniu Iwony Zimnickiej. Powieść jest kontynuacją Królestwa.